# Стінка (Сумський район)
Сті́нка — село в Україні, у Верхньосироватській сільській громаді Сумського району Сумської області. Населення становить 116 осіб. До 2017 року орган місцевого самоврядування — Верхньосироватська сільська рада.

## Географія
Село Стінка розташоване на лівому березі річки Сироватка, вище за течією — село Глибне (3,5 км), нижче за течією — село Верхня Сироватка (2,5 км), на протилежному березі — село Залізняк. До села примикає великий став Озеро Журавлине та урочище Ярки. Навколо села знаходяться декілька масивів садових ділянок. Поруч пролягають автошлях регіонального згачення Р45 та залізнична лінія Баси — Пушкарне, станція Золотницький.

## Населення
Розподіл населення за рідною мовою за даними :
| Мова       | Кількість | Відсоток |
| ---------- | --------- | -------- |
| українська | 104       | 89,66 %  |
| російська  | 11        | 9,48 %   |
| білоруська | 1         | 0,86 %   |
| Усього     | 116       | 100 %    |

## Економіка
- Стави Глибинського рибгоспу.